# Oldřich Lajsek
Oldřich Lajsek (pronúncia checa: lai•sek) (Křesetice, 8 de fevereiro de 1925 – Praga, 2 de outubro de 2001) foi um pintor, designer, artista gráfico e  professor de arte checo.
Tornou-se membro da União de Artistas Creativos Checoslovacos em 1954. Foi líder uma sociedade artística designada “O Grupo dos Oito Artistas”. Em 1985, foi premiado com a honra nacional para excelente Trabalho. Durante a sua vida foi responsável pela criação de mais de 3000 obras, das quais mais de 1800 se encontram em coleções privadas.